# Баумгартен, Иван Евстафьевич
Иван Евстафьевич Баумгартен (нем. Gans (Johann) Nils Gustav von Baumgarten; 1782—1846) — генерал-майор русской императорской армии, участник Наполеоновских войн.

## Биография
Родился в имении Керро 8 (19) мая 1782 года (по другим данным — в 1779 году), происходил из остзейского дворянского рода Баумгартен (ветвь Пехо) — брат, внесённого в 1821 году в Эстляндские матрикулы, Карла Евстафьевича фон Баумгартена (1768—1846).  Его племянник (сын брата Карла) — Николай Карлович Баумгартен, генерал от кавалерии, директор Александровского кадетского корпуса.
31 октября 1791 года был зачислен каптенармусом в Ревельский гарнизонный полк, явившись в строй 27 февраля 1797 года был произведён в прапорщики.
21 сентября 1803 года был переведён штабс-капитаном в Севский мушкетерский полк. 3 мая 1806 года был произведён в майоры Пермского мушкетерского полка. В 1806—1807 годах Баумгартен участвовал в кампании против французов в Восточной Пруссии. В сражении при Прейсиш-Эйслау ранен пулей навылет в голень правой ноги, за это дело он был награждён прусским орденом Pour le Mérite.
В 1808—1809 годах принимал участие в войне против шведов в Финляндии и 23 января 1809 года был награждён орденом Св. Георгия 4-й степени (№ 919 по кавалерскому списку Судравского и № 2048 по списку Григоровича — Степанова)
В воздаяние отличнаго мужества и храбрости, оказанных в минувшую кампанию против шведов в сражении 2 сентября при Оровайсе, где, быв отряжен сначала на левый фланг с двумя ротами, по сильном сопротивлении вытеснил неприятеля из лесу, потом, перейдя через дорогу на правый фланг, вступал два раза в действие и, наконец, достигнув до батарей, захватил близ оных в плен 13 человек.
Вторично ранен пулей в правую ногу при взятии укрепленной мызы Карстуле. По окончании военных действий Баумгартен временно оставил строевую службу для излечения.
10 мая 1810 года, оправившись от ран, Баумгартен был назначен командиром Пермского мушкетёрского полка, который состоял в 5-й пехотной дивизии, вошедшей после начала Отечественной войны в состав корпуса П. X. Витгенштейна. В этой кампании Баумгартен сражался с французами под Вилькомиром, Якубовым и под Клястицами, где за отличие был произведён в подполковники (со старшинством от 18 октября 1812 года). 5 августа 1812 года он в бою под Полоцком получил пулевую рану в левый бок навылет и был отправлен на лечение в Великие Луки. По возвращении к полку участвовал при взятии Полоцка и снова был ранен пулей в левую ногу, но остался в строю и сражался с французами под Чашниками и на Березине, за что 11 февраля 1813 года был произведён в полковники. Затем он участвовал в занятии Варшавы и перешёл прусскую границу, где отличился при взятии Берлина.
В Заграничных походах Баумгартен сражался под Люценом, где был ранен осколком гранаты в щиколотку правой ноги, за что 15 сентября 1813 года получил золотую шпагу с надписью «За храбрость» (по другим данным он эту награду получил в 1814 году за отличие при Ла-Брюсселе), прикрывал со своим полком отход русско-прусских войск к Дрездену. 26 апреля 1813 года при защите переправы через Эльбу ранен пулей в правую руку с повреждением кости и уехал в Берлин на лечение. По возвращении в ноябре 1813 года Баумгартен участвовал в осаде и взятии Кёльна, а после занятия его 1 января 1814 года, участвовал в осаде Страсбурга и находился в сражениях с французами под Ножаном, Труа и Бар-сюр-Обом. Отличился при занятии городка Ла-Брюссель, где возглавил штыковую атаку на городские укрепления.
Вслед за тем он был в сражениях у Линьи, Арси-сюр-Об, под Фер-Шампенуазом и отличился при штурме Парижа, за что 1 июня 1815 года был произведён в генерал-майоры (со старшинством от 18 марта 1814 года). После бегства Наполеона с острова Эльбы Баумгартен вторично совершил поход во Францию, однако в сражениях кампании Ста дней не участвовал.
25 декабря 1815 года Баумгартен был назначен командиром 2-й бригады 6-й пехотной дивизии. 9 января 1821 года вышел в отставку по болезни от многочисленных ран «с мундиром и пенсионом полного жалования». 8 октября 1834 года вернулся на службу и был назначен Николаевским комендантом. В «Словаре русских генералов» и некоторых других источниках сказано что Баумгартен вернулся на службу 17 декабря 1827 года и был назначен состоять по армии, командуя резервными батальонами 4-го пехотного корпуса, однако это явная ошибка, поскольку этими батальонами в то время командовал генерал-майор Маевский и сам Баумгартен в «Списках генералам, штаб- и обер-офицерам всей российской армии» за этот период не значится.
24 августа 1836 года (по другим данным — 10 января 1836 года) окончательно вышел в отставку.
Среди прочих наград Баумгартен имел ордена Св. Анны 2-й степени с алмазами, Св. Владимира 3-й степени и Св. Станислава 1-й степени.
Умер 20 апреля (2 мая) 1846 года в Москве.

## Семья
Был женат на Вере Андреевне Косиковской (1793—1854), дочери петербургского купца 1-й гильдии Андрея Ивановича Косиковского.  
- Их дети:

Пелагея (1817—?), Александра (1818—?), Надежда (1820—?), Любовь (1822—1871), Екатерина (1825—1846), Николай (1828—?), Софья (1837—?).
Племянница Веры Андреевны (дочь ее родной сестры Ольги Андреевны Евреиновой) — Анна Михайловна Евреинова, юрист, первая из русских женщин, получившая степень доктора права. 
Другая племянница (дочь ее родной сестры Елизаветы Андреевны Лермонтовой) — Юлия Всеволодовна Лермонтова, одна из первых русских женщин-химиков.